# 福克島
66°49′S 141°24′E / 66.817°S 141.400°E
福克島（Phoque Island），是南極洲的島嶼，位於阿黛利地，長0.2公里，處於馬熱里角以北0.2公里，在1951年由法國探險隊繪入地圖和命名，現時由南極條約體系管理。